# Axel Hager
Pour les articles homonymes, voir Hager.
Axel Hager, né le 14 mars 1969 à Burg auf Fehmarn, est un joueur de beach-volley allemand.

## Palmarès
- Jeux olympiques
  -  Médaille de bronze en 2000 à Sydney avec Jörg Ahmann

- Championnats d'Europe
  -  Médaille d'argent en 1996 à Pescara avec Jörg Ahmann
  -  Médaille de bronze en 1994 à Almería avec Jörg Ahmann